# Photostomias tantillux
Photostomias tantillux és una espècie de peix de la família dels estòmids i de l'ordre dels estomiformes.

## Morfologia
- Els mascles poden assolir 10,1 cm de longitud total.[3][4]

## Hàbitat
És un peix marí i d'aigües profundes que viu entre 0-1.058 m de fondària.

## Distribució geogràfica
Es troba des de Skikoko (Japó) fins a l'est del Pacífic sud.